# アメリカ合衆国保健福祉長官
アメリカ合衆国保健福祉長官（アメリカがっしゅうこくほけんふくしちょうかん、United States Secretary of Health and Human Services）は、保健行政を管掌するアメリカ合衆国保健福祉省の長である。日本では所管任務の一部（厚生行政）を同じくする厚生労働省（旧厚生省）が存在することから、直訳に近い「保健福祉長官」では無く「厚生長官」という訳が用いられることもある。
日本の厚生労働大臣に相当する。

## 歴史
1979年、保健教育福祉省は保健福祉省と教育省とに分割された。最後の保健教育福祉長官であるパトリシア・ロバーツ・ハリスは、初代保健福祉長官に就任した。
長官はアメリカ国民の境遇と関心事を主要任務としている。より具体的には、保健、福祉、所得安定策に関する大統領への助言などである。また長官は保健福祉省が承認された計画を実施し、また同省の目的を世間に啓発する活動を管理する。
2001年9月のアメリカ同時多発テロ事件及び一連の炭疽菌事件の後、同職はテロとの戦いにおいて比類無き重要性を帯びた。当時のトミー・トンプソン長官は就任時に「なぜテロリストが容易であるはずの食料供給への攻撃をこれまでしてこなかったのか、私は未だに理解できない」と述べている。多くの学者の一致した見解によれば、仮に食料（殊に牛乳）が攻撃された場合、約10万人に影響が及ぶという
。
2008年12月11日、バラク・オバマ次期大統領はトム・ダシュル（炭疽菌を送りつけられた一人だった）を9代目保健福祉長官に指名する考えを表明したが、翌2009年2月4日にダシュルに過去の納税漏れが発覚したことから辞退したため、チャールズ・ジョンソンによる代行を経て、3月2日に指名されていたカンザス州のキャスリーン・セベリウス州知事が4月28日に就任した。

## 歴代保健福祉長官
| 代 | 氏名                                               | 肖像                                               | 就任           | 退任           | 摘要                                                      | 大統領                   |
| -- | -------------------------------------------------- | -------------------------------------------------- | -------------- | -------------- | --------------------------------------------------------- | ------------------------ |
| 1  | パトリシア・ロバーツ・ハリス                       | パトリシア・ロバーツ・ハリス                       | 1979年8月3日   | 1981年1月20日  | 初代長官にして、初のアフリカ系アメリカ人女性の閣僚        | ジミー・カーター         |
| 2  | リチャード・シュルツ・シュワイカー                 | リチャード・シュルツ・シュワイカー                 | 1981年1月22日  | 1983年2月3日   |                                                           | ロナルド・レーガン       |
| 3  | マーガレット・メアリー・オショーネシー・ヘックラー | マーガレット・メアリー・オショーネシー・ヘックラー | 1983年3月9日   | 1985年12月13日 |                                                           | ロナルド・レーガン       |
| 4  | オーティス・レイ・ボーウェン                       | オーティス・レイ・ボーウェン                       | 1985年12月13日 | 1989年1月20日  | 医師としては初の保健福祉長官                              | ロナルド・レーガン       |
| 5  | ルイス・ウェイド・サリヴァン                       | ルイス・ウェイド・サリヴァン                       | 1989年3月1日   | 1993年1月20日  |                                                           | ジョージ・H・W・ブッシュ |
| 6  | ドナ・エドナ・シャレイラ                           | ドナ・エドナ・シャレイラ                           | 1993年1月22日  | 2001年1月20日  | アラブ系アメリカ人としては初の保健福祉長官                | ビル・クリントン         |
| 7  | トミー・ジョージ・トンプスン                       | トミー・ジョージ・トンプスン                       | 2001年2月2日   | 2005年1月26日  |                                                           | ジョージ・W・ブッシュ    |
| 8  | マイケル・オーカーランド・レヴィット               | キャスリーン・セベリウス                           | 2005年1月26日  | 2009年1月20日  |                                                           | ジョージ・W・ブッシュ    |
| 9  | キャスリーン・セベリウス                           | キャスリーン・セベリウス                           | 2009年4月28日  | 2014年6月9日   |                                                           | バラク・オバマ           |
| 10 | シルヴィア・マシューズ・バーウェル                 | シルヴィア・マシューズ・バーウェル                 | 2014年6月9日   | 2017年1月20日  |                                                           | バラク・オバマ           |
| -  | ノリス・コクラン                                   | ノリス・コクラン                                   | 2017年1月20日  | 2017年2月10日  | 代行                                                      | ドナルド・トランプ       |
| 11 | トム・プライス                                     | トム・プライス                                     | 2017年2月10日  | 2017年9月29日  | 国内出張でのプライベートジェット使用問題の 責任を取り辞任 | ドナルド・トランプ       |
| -  | ドン・J・ライト                                    | ドン・J・ライト                                    | 2017年9月30日  | 2017年10月10日 | 代行                                                      | ドナルド・トランプ       |
| -  | エリック・ハーガン                                 | エリック・ハーガン                                 | 2017年10月10日 | 2018年1月29日  | 代行                                                      | ドナルド・トランプ       |
| 12 | アレックス・アザー                                 | アレックス・アザー                                 | 2018年1月29日  | 2021年1月20日  |                                                           | ドナルド・トランプ       |
| -  | ノリス・コクラン                                   | ノリス・コクラン                                   | 2021年1月20日  | 2021年3月19日  | 代行                                                      | ジョー・バイデン         |
| 13 | ハビエル・ベセラ                                   | ハビエル・ベセラ                                   | 2021年3月19日  | 2025年1月20日  |                                                           | ジョー・バイデン         |
| -  | ドロシー・フィンク                                 | ドロシー・フィンク                                 | 2025年1月20日  | 2025年2月13日  | 代行                                                      | ドナルド・トランプ       |
| 14 | ロバート・ケネディ・ジュニア                       | ロバート・ケネディ・ジュニア                       | 2025年2月13日  | 現職           |                                                           | ドナルド・トランプ       |